# Eremothyris candidella
Eremothyris candidella is een vlinder uit de familie stippelmotten (Yponomeutidae). De wetenschappelijke naam van deze soort is voor het eerst geldig gepubliceerd in 1963 door Pierre Viette.
De soort komt voor in het Afrotropisch gebied.